# Allobroges
Cet article concerne le peuple gaulois. Pour l'hymne, voir Les Allobroges. Pour le journal, voir La Voix des Allobroges.
Les Allobroges sont un peuple gaulois dont le territoire était situé entre l'Isère, le Rhône et les Alpes du Nord. Ils passaient dans l'Antiquité pour de grands guerriers.

## Étymologie
Ce peuple celte se serait installé dans les Alpes du Nord au début du IVe siècle av. J.-C. Les auteurs antiques grecs (Polybe, Ptolémée, Plutarque) les ont appelés Allobriges ou Allobryges. César mentionne Allobrogum fines pour désigner le territoire des Allobroges (Guerre des Gaules, I, 10).
La plupart des chercheurs s'accordent aujourd'hui sur l'étymologie de l'éthonyme Allobroges. La traduction en est donnée au IVe siècle av. J.-C. par un scholiaste de Juvénal (Satires, VIII, 234),, : « dicti Allo-brogae quia ex alio loco fuerant translati »,, « ils ont été appelés Allo-broges parce qu’ils avaient été déplacés d’un
autre lieu ». Les Allobroges sont littéralement « Ceux-qui-viennent-d'un-autre-pays ».
Le nom est composé des racines allo- (autre) et brogi- (pays), soit : (le peuple) venu d'autres pays,. Xavier Delamare (2008), *allobrog signifierait étranger ou exilé.
Il est apparenté au moyen gallois allfro (« étrangers »), attesté dans une copie du XIVe siècle de l'Armes Prydein (« Prophétie de Bretagne »).

## Allobroges et Allobrogie

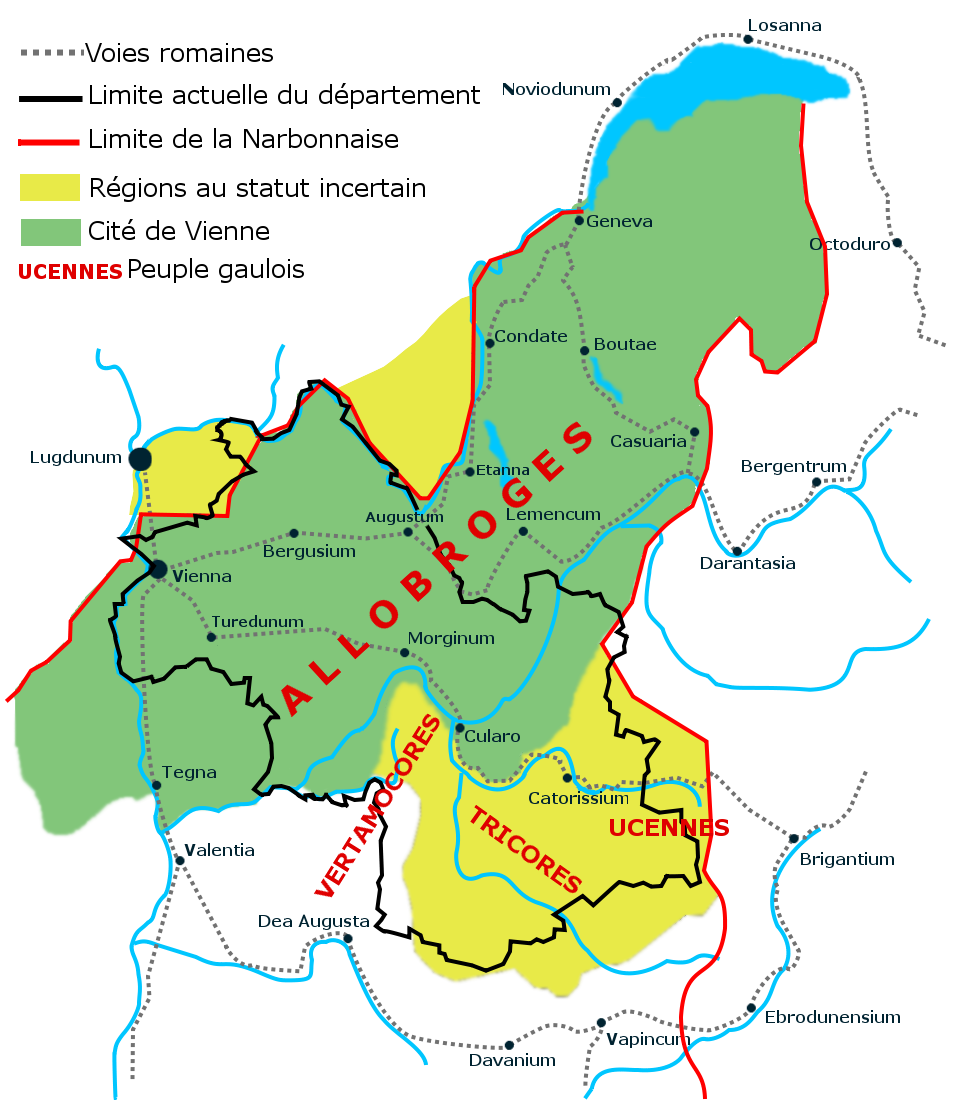
Territoire des Allobroges.

Le territoire des Allobroges s'étendait sur la plus grande partie des pays qui seront nommés plus tard la Sapaudia (ce « pays des sapins » deviendra la Savoie) et au nord de l'Isère. Mais, à l'est, dans les montagnes alpines, des peuples indépendants, les Ceutrons, occupaient la vallée de la Tarentaise et la haute vallée de l'Arve et les Médulles occupaient la vallée de l'Arc. Au sud, la rivière Isère (puis le Doux, en rive droite du Rhône) marquerait leur frontière avec les Ségovellaunes dont le territoire deviendra la cité de Valence.
L'Allobrogie, habituellement considérée par les historiens comme habitée par un peuple homogène, est en réalité constituée de nombreux territoires séparés par des frontières indiquées par des toponymes gaulois qui existent encore aujourd'hui. Les Allobroges, comme bien d'autres peuples gaulois, sont eux aussi une « confédération ». Les Romains donnèrent, par commodité ou ignorance, le nom d'Allobroges à l'ensemble des peuples gaulois vivant dans la civitas (cité) de Vienne, à l'ouest et au sud de la Sapaudia. Ces pseudo-Allobroges adoptèrent Vienne comme capitale et se fédérèrent. L'ensemble de l'Allobrogie est donc usuellement défini comme le territoire correspondant en grande partie aux actuels départements de la Savoie, de la Haute-Savoie et de l'Isère, ainsi que de la rive gauche du Léman et du Rhône de l'actuel canton de Genève.
Les Allobroges étaient réputés être de bons guerriers. Certains fournirent pendant des siècles des mercenaires, les Gésates, bien connus en Gaule cisalpine où ils vinrent aider leurs frères gaulois à résister aux Romains. Ils combattirent nus à la bataille de Télamon (225) qui marqua la fin de la Gaule cisalpine indépendante. Après la conquête de l'Allobrogie par les Romains en -121, les Allobroges n'acceptèrent pas la présence de l'envahisseur romain et surtout ses impôts ; ils menèrent plusieurs révoltes (-77, -61, -43).
Les Allobroges ne jouissaient pas d'une réputation très sympathique. Ainsi, selon le Larousse, « « C'est un Allobroge » s'emploie comme nom propre ou commun pour désigner un homme grossier, barbare, d'un esprit lourd et inculte. » L'ouvrage précise que cette locution remonte loin, « puisqu'on la trouve déjà chez les Latins et que Juvénal nous rapporte qu'un certain Rufus, rhéteur gaulois établi à Rome, qualifiait Cicéron de la sorte : Rufus qui toties Ciceronem Allobroga dixit (VII, 214) ; c'est l'une des expressions dont Voltaire se sert le plus souvent pour injurier ses adversaires littéraires : « de très mauvaises tragédies barbares, écrites dans un style d'Allobroge, ont pourtant réussi. »

## Les Allobroges vus par les auteurs antiques
Divers témoignages décrivent les Allobroges comme un des peuples parmi les plus riches et les plus puissants de la Gaule, avec une population nombreuse. Ils labouraient avec une charrue grossière et cultivaient un froment réputé, mais aussi le seigle et la vigne. Ils pratiquaient l'élevage et fabriquaient du fromage, exploitaient leurs vastes forêts, et extrayaient des minerais. 
Pline l'Ancien évoque les mines de cuivre, de fer et de plomb argentifère de la Tarentaise. Ils contrôlaient une partie de la vallée du Rhône (Viennois) et se trouvaient au débouché des principales voies de franchissement des Alpes, dont des voies internationales sur lesquelles ils pratiquaient le péage.
Pline et Strabon évoquent les marmottes, que Pline appelle rats des Alpes, les lièvres blancs qui se nourriraient de neige en hiver, chevreuils, cerfs, chamois, bouquetins et les chevaux sauvages. Pline rapporte aussi que le blé de trois mois est connu dans toutes les Alpes, et que le fromage « vatusique » des Ceutrons est célèbre à Rome, que les vaches, malgré leur petite taille, donnent beaucoup de lait et que les bœufs sont attelés par la tête et non par le cou,.

## Histoire des Allobroges

### Le passage des Alpes par Hannibal

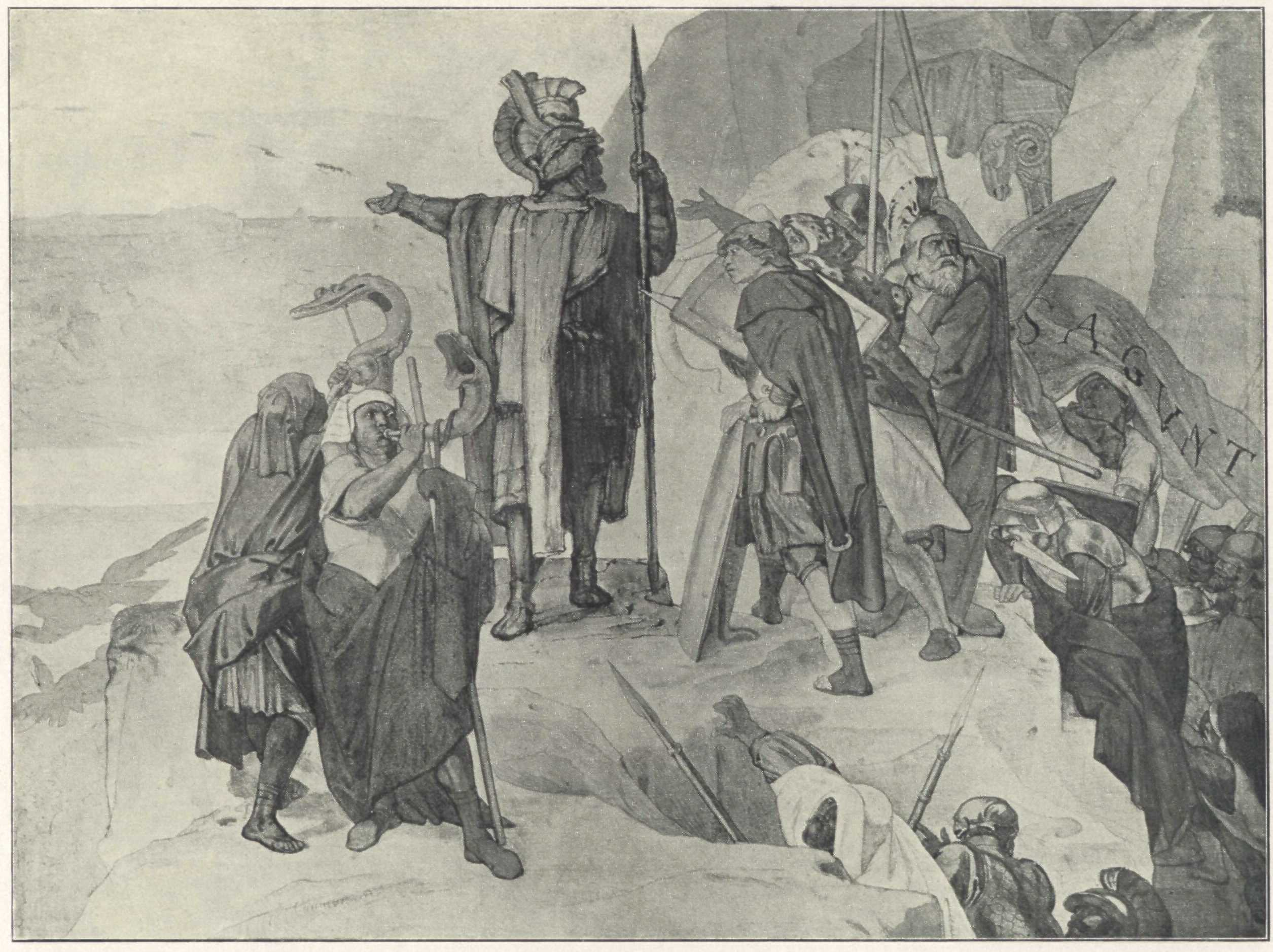
Hannibal devant les Alpes par Rethel.

Au milieu du IIe siècle av. J.-C., l'historien grec Polybe évoque le premier les Allobroges, à l'occasion du récit du passage des Alpes par Hannibal en -218, où les Allobroges de la plaine l'aidèrent, tandis que ceux des montagnes tentèrent en vain de lui barrer le passage : Hannibal ayant franchi les Pyrénées, pour se rendre en Italie au travers des Gaules, « passe le Rhône à une distance de quatre jours de marche au-dessus de son embouchure dans la Méditerranée. Il en remonte ensuite la rive gauche et arrive le quatrième jour dans un pays appelé Ile à cause de sa situation, et semblable pour la grandeur et la forme au delta du Nil, car les deux rivières, le Rhône et l'Isère, coulant chacune le long d'un de ses côtés, lui donnent une figure en pointe à leur confluent. Les habitants de ce pays étaient alors partagés entre deux frères. Hannibal ayant pris parti pour l'aîné, ce prince fournit libéralement de provisions l'armée carthaginoise et distribua aux soldats des armes neuves, ainsi que des vêtements et des chaussures pour les mettre en état de passer les montagnes. Enfin, et ce fut là son plus grand service, il forma avec ses troupes l'arrière-garde des Carthaginois qui craignaient d'être attaqués pendant leur passage sur le territoire des Gaulois appelés Allobroges; et il assura ainsi leur marche jusqu'à l'entrée des Alpes. Annibal, ayant pendant dix jours marché le long de la rivière et parcouru un espace d'environ 800 stades, commença à gravir les Alpes. Tant qu'il avait cheminé en plaine, les divers chefs des Allobroges, redoutant sa cavalerie et les barbares qui l'escortaient, s'étaient tenus à distance; mais quand ces derniers l'eurent quitté et que l'armée carthaginoise se fut engagée dans des passages difficiles, ces mêmes chefs, réunis en grand nombre, prirent position sur la route que devait parcourir Annibal, et cherchèrent à arrêter sa marche. Obligé d'en venir aux mains avec eux, Annibal finit par triompher; la plus grande partie des Allobroges fut détruite, et le reste regagna ses demeures en déroute. »
Tite-Live, rapportant le même épisode historique dans un récit haut en couleur, évoque « la hauteur des montagnes, la neige qui se confondait presque avec le ciel, d'affreuses cabanes perchées sur les rochers, des troupeaux et des chevaux engourdis par le froid, des hommes hirsutes et crasseux, toute la nature, animée et inanimée, prise par le glace et bien d'autres spectacles horribles dont la description ne donne qu'une pâle description ». Plus loin, il raconte comment les montagnards étaient « à l'affût sur les hauteurs au-dessus de leurs têtes ». Apprenant que le passage n'étant pas gardé la nuit, l'armée d'Hannibal passe son chemin mais les soldats sont rattrapés et attaqués le lendemain matin par les montagnards « habitués qu'ils étaient à courir à travers la montagne et à passer en dehors des sentiers », basculant des pierres et dévalant les pentes. Hannibal met en fuite les attaquants mais perd de nombreux chevaux qui tombent dans le précipice. Le lendemain, il prend un bourg fortifié — peut être Aime — qu'il pense être le chef-lieu de la vallée dont les habitants feignent de vouloir la paix. Le lendemain la colonne d'Hannibal est à nouveau attaquée lors d'une embuscade — peut être dans le secteur de Séez — mais les montagnards sont à nouveau dispersés. Après une dure progression, alors que la neige tombe « à la date où disparaissent les Pléaïdes », les Carthaginois parviennent au bout de 8 jours à un col — peut être le col du Petit-Saint-Bernard — et commencent leur descente vers la plaine du Pô.

### La conquête romaine

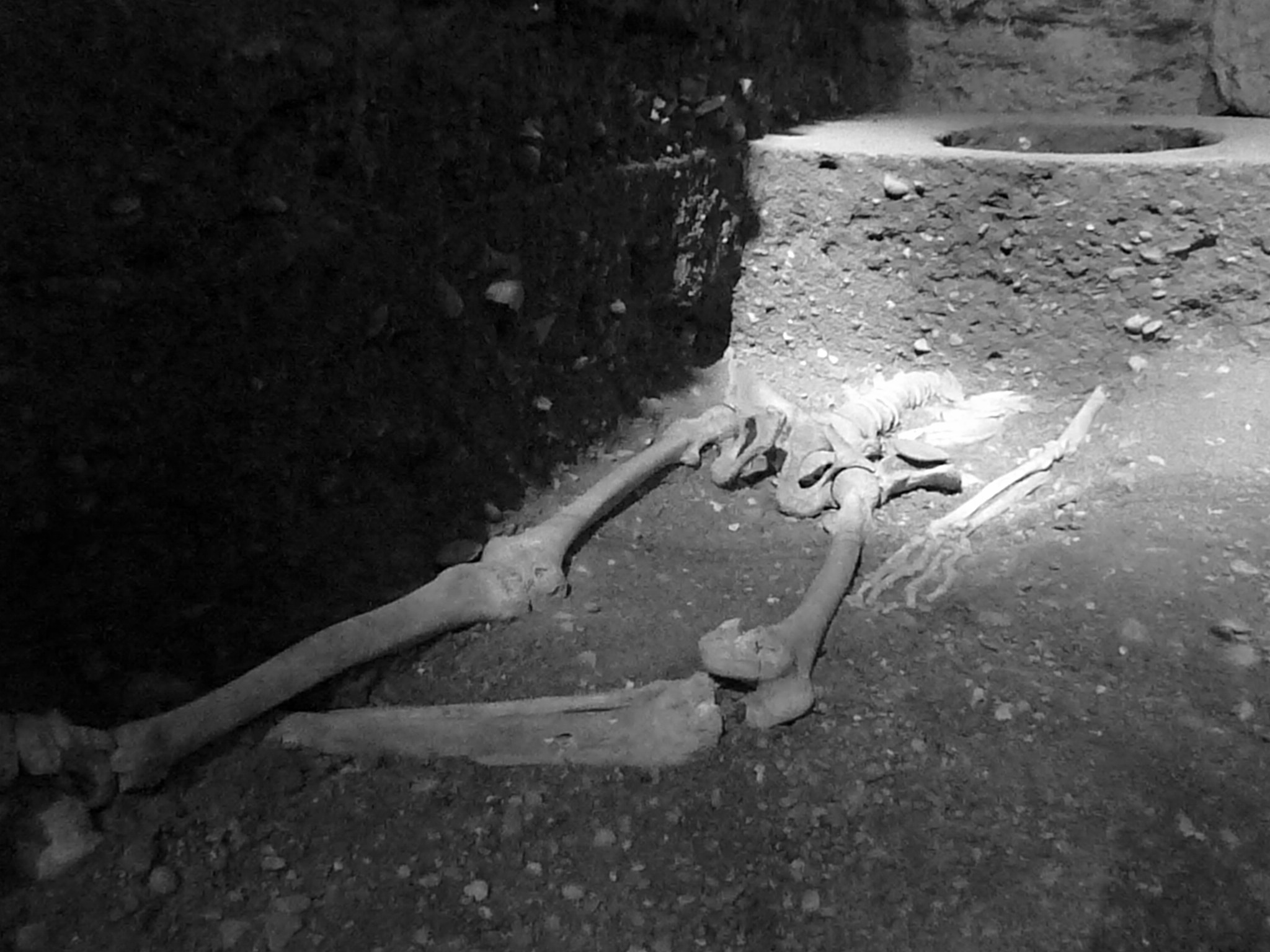
Squelette de chef Allobroge.

Les Allobroges furent longtemps des rebelles à l'autorité romaine et la conquête du territoire des Allobroges par les Romains se fit en plusieurs étapes entre -122 et 60 av. J.-C. :
Au IIe siècle av. J.-C., les Romains ayant conquis en 125 av. J.-C. une partie de la Gaule, au nord de Marseille, commencèrent à remonter le long de la vallée de Rhône, pour y étendre leur conquête. Les Allobroges se sentant menacés s'allièrent aux Arvernes et à d'autres cités gauloises pour arrêter les Romains. Mais les troupes gauloises furent battues à Vindalium, près d'Avignon, où le consul romain Gnaeus Domitius Ahenobarbus les effraya avec une troupe d'éléphants chargés d'hommes armés et les mit en déroute en l'an -122.
En 121 av. J.-C., les Allobroges, alliés aux Salluviens et aux Arvernes, se levèrent à nouveau en masse contre les Romains alliés aux Éduens. Une deuxième bataille les opposa aux légions de Rome près du confluent du Rhône et de l'Isère (carrefour des Sept Chemins ?). La victoire du proconsul Fabius Maximus ouvrit aux Romains la conquête du pays allobroge et son incorporation dans la province de la Narbonnaise. Ce succès du consul Fabius Maximus lui vaudra le surnom d'« Allobrogicus ».
Après la victoire de Fabius Maximus, les Allobroges sont désormais soumis aux Romains, et leur territoire forme le premier noyau de la Province transalpine — Provincia ulterior ou Gallia ulterior —, qui comprend tous les peuples gaulois dans la dépendance de Rome au-delà des Alpes. De 113 à 107 av. J.-C., les Cimbres et des Teutons, auxquels se joignent quelques tribus Helvètes menacent les territoires allobroges. Le consul Lucius Cassius Longinus est vaincu par les Tigurins en l'an 107 av. J.-C., dans un combat qui a lieu vers la frontière des Allobroges. Le consul et son lieutenant sont tués et leurs soldats forcés de passer sous le joug.
Pendant la guerre de Sertorius, les Allobroges font partie des nations lourdement mises à contribution par le propréteur M. Fonteius, nommé par le Sénat romain. En 69 av. J.-C., une délégation des Allobroges, Rutènes et Voconces va déposer plainte à Rome contre le gouverneur qui est défendu par Cicéron dans le discours Pro Fonteio.
En 63 av. J.-C., une délégation va de nouveau se plaindre à Rome. Elle manque d'être impliquée dans la conjuration de Catilina à l'instigation de Lentulus, mais dénonce les conjurés au Sénat romain.
En 62/61 av. J.-C., les Allobroges se révoltent dans l'avant-pays viennois et avec à leur tête  Catugnatos, reprennent les armes. S'opposant aux légions de Manlius Lentinus, il mène probablement les combats autour de l'Isère mais il est à son tour battu en un lieu nommé Solo, lieu proche de Ventia. Il faudrait probablement interpréter ces lieux comme étant l'oppidum du Malpas à Soyons, situé en face de Valence (Ventia/Valentia). Voir Bataille de Solonion.
Les Allobroges sont présentés par Jules César comme « nouvellement soumis » en 58 av. J.-C.. César les incite à fournir du blé aux Helvètes, une fois ceux-ci renvoyés dans leurs foyers.
Les Allobroges ne soutiennent pas la révolte de Vercingétorix en -52 et lèvent même des troupes afin de protéger les frontières de la « Provincia » (la province de Narbonnaise) contre la coalition des Gaulois révoltés.

### L'Allobrogie romaine
Devenus Viennois à l'époque romaine, les Allobroges peuplèrent la colonie de Vienne, qui fut une des villes les plus fastueuses de l'Occident romain. De riches familles patriciennes romaines vinrent s'établir dans ce nouveau territoire romain et le pays se couvrit de villas couvertes en tuiles, de camps romains, de temples aux colonnes de marbre, de routes pavées sillonnées par les chars, de ponts de pierre, de monuments.
Le territoire était émaillé de grands domaines ruraux où purent prospérer des agglomérations commerçantes et industrieuses comme Boutae (Annecy), Augusta (Aoste), Aquae (Aix-les-Bains), Romilia (Rumilly) ou Genua (Genève). Des fouilles archéologiques ont révélé les restes d'un habitat préhistorique sur le rivage, puis de nombreux piquets d'un port datés entre 123 et 105 av. J.-C., les bases d'un pont de bois, une statue de bois de 3 m. de haut, ainsi qu'un squelette assis datant de -400 à -200,.
Les Allobroges sont constitués en civitas (« cité ») : la civitas Viennensium. Son chef-lieu est Vienna (« Vienne »), colonie romaine de droit latin fondée par Auguste puis élevée au rang de colonie honoraire sous Caligula. Son territoire s'étend sur 13 000 à 14 000 km2. Il est divisé en vici et en pagi.

#### Limites
La limite de la cité suit la rive méridionale du lac Léman jusqu'à la vallée de la Morge puis la ligne de partage des eaux entre le bassin du Rhône supérieur à l'est et celui de la Drance à l'ouest. Au sud du mont Buet, plusieurs bornes marquent la limite : au col de la Forclaz-du-Prarion, au col de Jaillet, au Petit Croisse Baulet et au col de l'Avenaz. D'Ugine à Grenoble, la limite suit le massif du Grand Arc et la chaîne de Belledonne puis atteint la Romanche au lieudit Lavorand puis suit la Romanche et le Drac jusqu'à Grenoble. De la confluence du Rhône et de l'Isère, la limite suit le cours du Rhône jusqu'au Doux puis le cours de celui-ci jusqu'à sa source,. De là, la limite suit la ligne de crête des Cévennes,, : à la suite de Bernard Rémy (1942-2020), il est admis qu'elle passe par Saint-Bonnet-le-Froid,, le col du Tracol,, la pierre des Trois Évêques à la limite de Saint-Régis-du-Coin et de La Versanne, le mont Pilat,. La limite rejoint le Rhône entre Bans et Loire-sur-Rhône.

#### Vicietpagi
Sept vici nous sont connus grâce à l'épigraphie, : le vicus Albinnensium, à Albinnum (« Albens ») ; le vicus Augustanorum, à Augustum (« Aoste ») ; le vicus Bo(-), à Boutae (« Annecy ») ; le vicus Cularonensis, à Cularo (« Grenoble ») ; le vicus Genavensium, à Genava (« Genève ») ; le vicus Rep(-), ; et le vicus Se(-),. Il est admis que la cité comprenait d'autres vici : André Pelletier propose d'ajouter Bergusium (« Bourgoin »), Condate (vers Seysell), Tegna (« Tain-l'Hermitage »), Ursolis (vers Saint-Vallier) et Figlilis (au sud de Saint-Rambert-d'Albon) ; d'autres auteurs proposent l'ajout d'Aquae (« Aix-les-Bains »).
Quant aux pagi, l'épigraphie nous fait connaître le nom incomplet de quatre à cinq d'entre eux : le pagus Valer(-),,, à Conflans près d'Albertville ; le pagus Dia(-),,, ; le pagus Oct(-),,, à Augustum (« Aoste »), ; le pagus Ati(-),, à Cularo (« Grenoble »), ; et peut-être le pagus Apollin(-),,.

#### Bas Empire
Vers la fin de l'empire romain, au IVe siècle, le vieux pays des Allobroges, commença à s'appeler Sapaudia (pays des sapins), d'où ont dérivé les noms de Sabaudia, puis Savogia, Savoye, puis enfin Savoie.
Au Ve siècle, la province de Vienne et la Sapaudia subirent, comme le reste de la Gaule, la pression puis l'invasion des grandes tribus barbares, en commençant par les Burgondes.

## La culture des Allobroges
Sous l'influence de la civilisation romaine, la langue celtique disparut peu à peu et fut remplacée par le latin populaire que parlaient les marchands et les soldats romains.
Même après la conquête romaine, les Allobroges ont continué à cultiver leur particularités — modes de vie adaptés à la montagne, croyances, cérémonials religieux, organisation sociale hiérarchisée, artisanat — tout en s'adaptant aux coutumes des conquérants romains, montrant une intelligence et des talents artistiques affirmés, que l'on retrouve dans les divers objets découverts : statues et statuettes, maquettes, outils et bijoux.
Parmi les pièces et constructions remarquables :
- des statuettes de « type étrusque » (second âge du fer) trouvées à Menthon-Saint-Bernard ;
- une statue en bois d'un guerrier « héroïsé » (100-50 av. J.-C.) trouvée sur les bords du lac Léman à Genève ;
- des armes et des vases nombreux sur tout le territoire de l'Allobrogie fortement occupé ;
- un vase en céramique en forme de lapin (Ier siècle) trouvé dans une tombe à Voiron ;
- l'aqueduc d'Albens (Ier siècle) ;
- les thermes de Boutae (Annecy) (Ier siècle) et ses entrepôts dont un de 2 000 m2 (à l'emplacement de l'ancienne caserne de Galbert) ;
- le sanctuaire gallo-romain de Châteauneuf-les-Boissons (Châteauneuf, Ier siècle)[62],[63].
- En 2005, lors des travaux préparatoires au chantier de l'autoroute française A41, a été découvert au pied du Mont Sion, commune d'Andilly, un site gallo-romain composé de dix temples et d'une enceinte sacrée[64].

### Religion et croyances
Les Allobroges étaient polythéistes et ils adoraient un grand nombre de dieux et de déesses. Chacun de ces dieux avait ses propres attributs et domaines de responsabilité, tels que la guerre, l'agriculture, la santé, etc. Les Allobroges croyaient également en des esprits et des forces surnaturelles qui habitaient la nature, comme les montagnes, les forêts et les eaux.
Les Allobroges pratiquaient leur religion de manière publique et privée, avec des rituels qui impliquaient des sacrifices d'animaux et des offrandes. Ils avaient également des sanctuaires et des temples consacrés à leurs dieux, où les prêtres et les prêtresses accomplissaient des rituels religieux.
Il est important de noter que la religion des Allobroges a évolué au fil du temps en réponse à l'influence de cultures voisines et de mouvements religieux. Par exemple, à mesure que le commerce et les relations diplomatiques avec les Romains se développaient, il est probable que des éléments de la religion romaine se soient infiltrés dans la religion des Allobroges.

### Les sépultures
La redécouverte de la culture des Allobroges remonte en 1818 lors de la première fouille d'une tombe celte trouvée en Savoie. La tombe à char de Verna apporta également beaucoup d'informations importantes.

### Le monnayage allobroge
Les études récentes concluent à l'attribution d'une grande partie du monnayage d'argent gaulois de la moyenne vallée du Rhône aux Allobroges.
Ces séries sont frappées entre 115 et 43 av. J.-C.
Il s'agit de monnaies :
- « au buste de cheval », en caractères nord-italique IALIKOVESI ou KASIOS.
- « au Bouquetin avec Apollon ».
- « au cheval libre galopant » avec caractères nord-italique IAZVS ou VOL en caractères latins[69].
- « à l'hippocampe » avec légendes MACO au droit et ADII au revers[70].
- « au cavalier » avec au droit une tête casquée de Rome et au revers un cavalier, avec des légendes très différentes (déformations de la légende ROMA ou des noms de chefs allobroges).

L'atelier monétaire de Lyon, (43 av. J.-C.), émet des quinaires romains d'argent comparables aux dernières monnaies gauloises qui ne seront plus fabriquées.

### Les dépôts cultuels
- Sainte-Blandine : l'oppidum de Vienne, sur la colline Sainte-Blandine a révélé une importante quantité d'objet en lien avec la pratique du banquet[71]. Ces banquets sont souvent offert dans le cadre de la pratique du culte, la viande des animaux sacrifiés étant partagée entre les dieux et les hommes.
- Larina : l'oppidum de Larina (Hières-sur-Amby, Isère) et la faille de la Chuire, qui a laissé un lot important de mobilier archéologique, lié à des cérémonies festives (banquet).

## Postérité

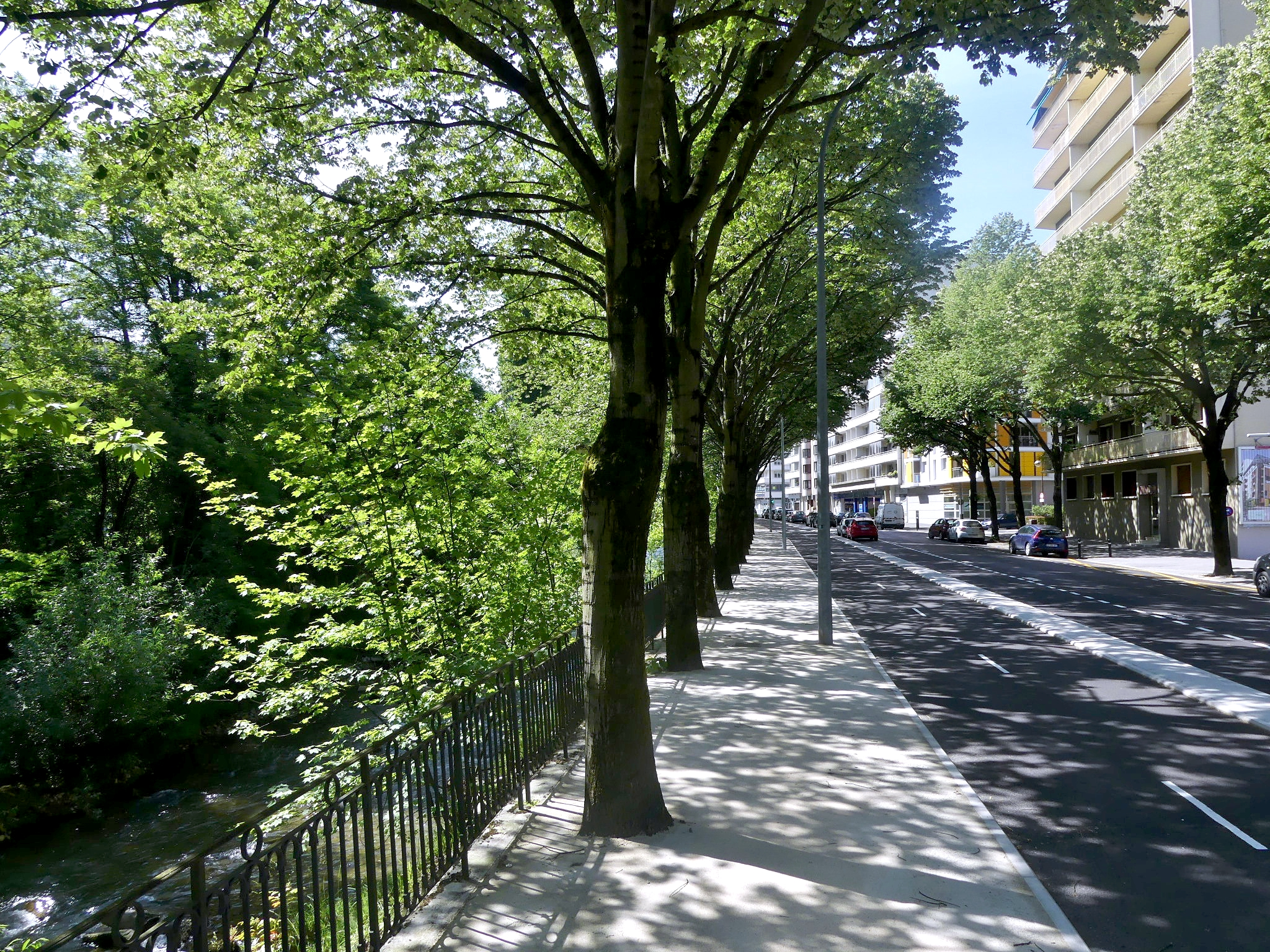
Quai des Allobroges à Chambéry.

### Odonymie
- Il existe dans la région Auvergne-Rhône-Alpes deux quais des Allobroges, l'un étant situé au bord de l'Isère à Grenoble entre le quartier Saint-Laurent et la commune de La Tronche, et l'autre à Chambéry, au bord de la Leysse entre le carrefour de l'avenue de la Boisse (Rotonde SNCF) et le Parc du Verney.

- Il existe une rue des Allobroges à Annecy, Annemasse, Megève, Marnaz et Sallanches (Haute-Savoie), La Motte-Servolex, Les Échelles (Savoie), Charvieu-Chavagneux, Luzinay et Seyssins (Isère), Carouge à côté de Genève et à Planaise.

- Un parking des Allobroges est situé à Chamonix-Mont-Blanc.

- Il existe également une place des Allobroges à Vienne et à Cluses.

- Une rue des Allobroges a également été construite récemment[Quand ?] à Avenches, principale ville romaine de Suisse.

- À Dijon, existe le boulevard des Allobroges.

- Le théâtre[72] et l'espace culturel des Allobroges (dénommé localement « Les Allos ») est situé à Cluses, place des Allobroges (Haute-Savoie)[73].

- Le pont, le rond-point (ou giratoire) et la zone artisanale des Allobroges sont situés sur le territoire de la commune de Chatuzange-le-Goubet (hameau de Pizançon) dans la Drôme[74].

- À Meaux (Seine-et-Marne), le mail des Allobroges traverse un secteur du quartier de Beauval dont toutes les rues portent des noms commençant par la lettre A.

#### Édifices publics
De nombreuses écoles primaires portent le nom des Allobroges, notamment sur la commune d'Entrelacs et du Pont-de-Beauvoisin, situées en Savoie mais aussi à Genève en Suisse (quartier des Acacias). Le collège Les Allobroges à La Roche-sur-Foron (Haute-savoie)

#### Chanson
Les Allobroges (Son titre originel est La Liberté) est l'hymne officieux de la Savoie

#### Presse
Trois titres de journaux font références aux Allobroges :
1. Les Allobroges, ancien quotidien communiste, crée en 1942, paraissant en Isère et dans les départements limitrophes.
2. La Voix des Allobroges, journal savoyard fondé en 2005.
3. L'Allobroge[80], journal d'investigation Haut-savoyard fondé en 2024.